# Goldbach (Unterfranken)
Goldbach er en købstad i Landkreis Aschaffenburg i det bayerske Regierungsbezirk Unterfranken i Tyskland.

## Historie
Goldbach nævnes første gang i 1218. Fra midten af det 15. århundrede var Goldbach en del af Ærkebispedømmet Mainz. I 1814 blev Goldbach indlemmet i Bayern .